# Christina Miller
Cristina Cruickshank Miller est une chimiste écossaise née le 29 août 1899 et morte le 16 juillet 2001. Elle est l’une des cinq premières femmes, et la première chimiste, à intégrer la Royal Society of Edinburgh, l’Académie des Sciences d’Écosse, le 7 mars 1949.

## Biographie

### Jeunesse
Christina Miller naît en 1899 à Coatbridge, en Écosse. Elle contracte à cinq ans la rougeole et la rubéole, qui lui laissent des séquelles : ses capacités auditives sont diminuées et empireront au cours de sa vie. Elle se passionne à l’école pour les mathématiques et les disciplines scientifiques, mais la seule perspective de carrière répandue pour une femme dans ces domaines est alors d’enseigner les mathématiques à l’école, ce qui est incompatible avec ses problèmes d’audition. Un article de magazine lui dévoile des possibilités d’emplois pour les femmes dans le domaine de la chimie analytique, ce qui l’amène à s’intéresser à la chimie,.

### Études
Miller poursuit ses études simultanément pendant trois ans (de 1917 à 1920) à l’Université d'Édimbourg, et pendant quatre ans (de 1917 à 1921) à l’Université Heriot-Watt, qui dispensait des cours du soir en chimie industrielle. En 1920, elle est diplômée de l’université d’Édimbourg avec mention, et obtient la bourse d’études Vans Dunlop pour financer la poursuite de ses études vers le doctorat. Elle se tourne vers le professeur James Walker dans l’espoir de travailler avec lui, mais celui-ci lui demande de revenir vers lui en 1921, une fois son diplôme d’Heriot-Watt en poche, et d’apprendre l’allemand. En effet, la plupart de la littérature scientifique dans ces domaines était à l’époque rédigée dans cette langue.

### Travaux de recherche
Sa thèse, effectuée sous la direction de James Walker, porte sur la vérification de la relation d’Einstein lors de la diffusion dans des solutions. Elle étudie l’influence de la viscosité et de la température sur la diffusion de l’iode dans diverses solutions. Ses travaux sont publiés dans les Proceedings of the Royal Society.
Par la suite, elle change de sujet de recherche pour s’intéresser au trioxide de phosphore. Miller est la première à obtenir un échantillon pur de ce composé, et montre que la luminescence observée dans d’autres échantillons moins purs est due à la présence de phosphore dissous. Son article reçoit la Médaille Keith de la Royal Society of Edinburgh, et lui permet d’obtenir une habilitation avant l’âge de 30 ans. 
Ses études des composés phosphorés s’arrêtent à la suite d'une explosion au cours de laquelle elle perd l’usage d’un œil ; elle se consacre alors au développement de techniques de microanalyse chimique, notamment pour l’identification de roches et de métaux.

### Retraite
À cause de l’aggravation ses problèmes d’audition, et pour s’occuper de sa mère et de sa sœur, Miller met fin à sa carrière en 1961.

## Postérité

### Dans le monde académique
En 2012, l’université Heriot-Watt inaugure une résidence étudiante de son campus et la baptise du nom de Christina Miller.
L’université d’Edimbourg nomme officiellement ses laboratoires d’enseignement de la chimie « Bâtiment Christina Miller » en 2014 ; elle délivre également des bourses de recherche nommées d’après la chimiste.

### Dans l’art et la culture
Christina Miller est un personnage de l’opéra Breathe Freely du compositeur écossais Julian Wagstaff ; l’opéra tire son nom d’un livre d’un autre chimiste, l’anglais James Kendall.

## Distinctions
- Médaille Keith (1927)
- Membre de la Royal Society of Edinburgh (1949)